# ماركو أنطونيو نونيز
ماركو أنطونيو نونيز (بالإسبانية: Marco Antonio Núñez)‏ هو جراح وطبيب وسياسي تشيلي، ولد في 2 سبتمبر 1966 في فينيا ديل مار في تشيلي. حزبياً، نشط في حزب للديمقراطية ‏. وقد انتخب عضو مجلس النواب من شيلي.